# 塔尔镇
塔尔镇，是中华人民共和国青海省西宁市大通回族土族自治县下辖的一个乡镇级行政单位。

## 行政区划
塔尔镇下辖以下地区：
塔尔湾社区、塔尔村、奔康滩村、上旧庄村、石家庄村、下旧庄村、中庄村、泉沟村、凉州庄村、河州庄村、韭菜沟村、半沟村、东药草滩村、格达庄村、塔尔沟村、王庄村和西药草滩村。